# Nicetas Orifas
Nicetas Orifas (en griego: Νικήτας ὁ Ὀρύφας o Ὠορυφᾶς; transl.: Niketas ò Orýphas o Ooryphas; fl. 860-873) fue un distinguido alto funcionario, patricio y almirante bizantino que sirvió durante los reinados de los emperadores Miguel III el Ebrio (842-867) y Basilio I el Macedonio (867-886) y destacó por conseguir varias victorias navales sobre los invasores sarracenos cretenses.

## Biografía

### Reinado de Miguel III

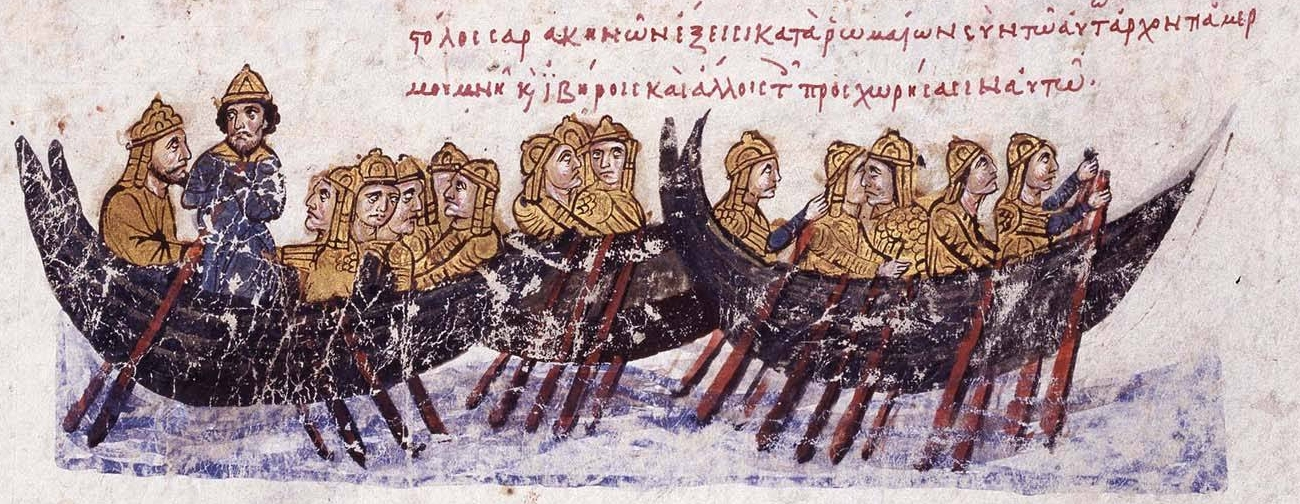
Flota de piratas sarracenos navegando hacia Creta en la década del 820. Miniatura de la Crónica de Juan Skylitzes.

Nada se sabe de su juventud. Hay registros de varias personas con apellido Orifas en fuentes de la primera mitad del siglo IX, todos en puestos de la Marina, pero la relación de estos con Nicetas es una mera conjetura. La primera mención histórica de Nicetas Orifas lo presenta como eparca de Constantinopla en el 860, cuando una flota rus' apareció súbitamente en la entrada del Bósforo y comenzó a asolar los suburbios de la urbe. En calidad de gobernador de la ciudad, informó de lo sucedido al emperador Miguel III, que se encontraba dirigiendo una campaña militar contra los árabes en Asia Menor.
Más tarde, fue nombrado para un puesto en la Marina y en el 867 era el drungario de la flota (comandante de la Armada imperial). Como tal, se dirigió a Ragusa al frente de una escuadra de cien navíos para desbaratar el asedio árabe de la ciudad, que ya duraba quince meses; como resultado de esta campaña, restauró la soberanía bizantina en las costas dálmatas. Es posible que Orifas contase ya con experiencia naval, pues puede haber sido uno de los comandantes del saqueo bizantino de Damieta del 853.

### Reinado de Basilio I el Macedonio

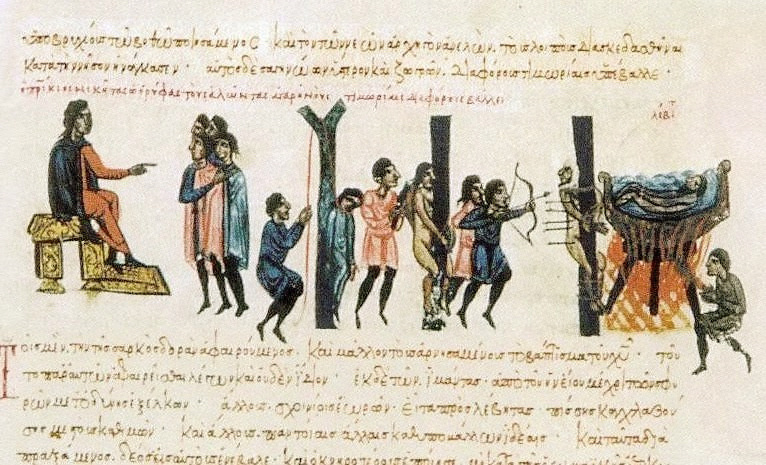
Piratas sarracenos del Emirato de Creta, castigados por orden de Nicetas Orifas. Miniatura de la Crónica de Juan Skylitzes.

Aunque había alcanzado altos cargos durante el reinado de Miguel III y protestó contra la usurpación del trono de Basilio I en el 867, este pronto se ganó su confianza, lo mantuvo en su puesto y le permitió seguir su carrera. Fue probablemente el almirante bizantino de mayor éxito de su tiempo.
En 869, Orifas mandó la flota bizantina que acudió en auxilio de Luis II el Joven, que había emprendido el asedio de Bari, entonces emirato árabe, en el sur de Italia. Llegado allí, encontró al ejército franco disperso en sus cuarteles de invierno y causó un incidente diplomático por referirse a Luis, que reclamaba para sí el título de «emperador de los Romanos», simplemente como «rey». Como consecuencia de este episodio, la mayor parte de la flota bizantina se retiró sin participar en el cerco de la ciudad.
En torno al 873, Nicetas derrotó a los piratas sarracenos del Emirato de Creta acaudillados por Focio en el golfo de Saros, e inmediatamente después obtuvo otra victoria: mientras aquellos asolaban las costas occidentales griegas, ordenó a sus hombres que cargaran sus navíos por tierra, atravesaran el istmo de Corinto y sorprendieran a la flota sarracena en golfo de Corinto, lo que le valió la nueva victoria. No hay más noticias de Orifas, pero puede que mandase la flota imperial durante algunos años más antes de ser sustituido por el drungario Nasar, en acciones que pueden haber incluido la reconquista de Bari y, la toma efímera de Chipre.